# 87
87 (LXXXVII) var ett normalår som började en måndag i den julianska kalendern.

## Händelser

### Okänt datum
- Romaren Maternus kommer till Etiopien.
- Den galliska staden Lyon har en befolkning på över 100 000 invånare.
- Decebalus blir kung av Dakien.